# الحدود السعودية العمانية

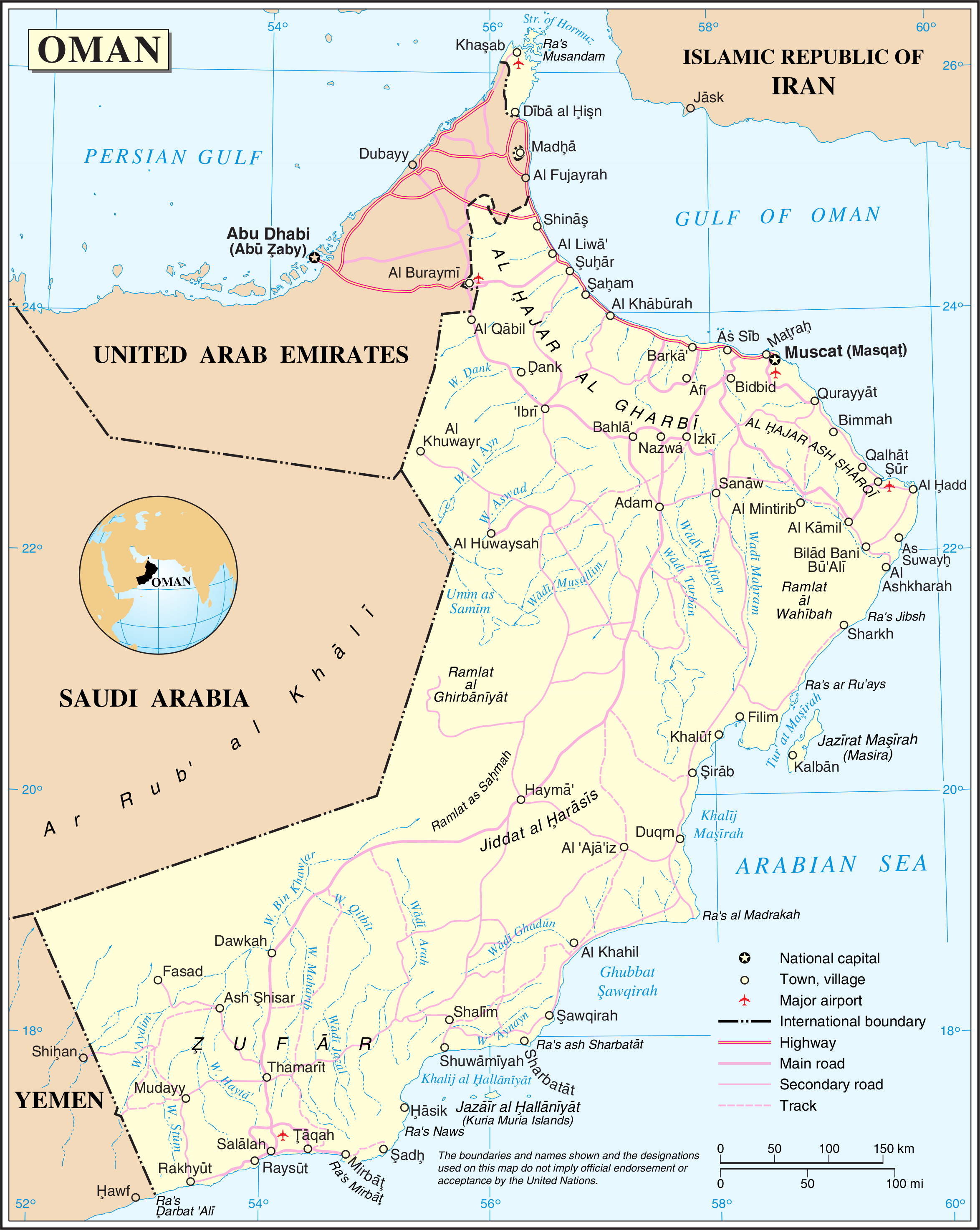
خريطة تُوضح خط الحدود البرية بين سلطنة عمان والمملكة العربية السعودية

يبلُغ طول الحدود بين سلطنة عمان والمملكة العربية السعودية 658 كيلومترا (409 م) في الطول، وتمتد من النقطة الثلاثية مع الإمارات العربية المتحدة في الشمال إلى النقطة الثلاثية مع اليمن في الجنوب الغربي.

## وصف
تبدأ الحدود من الشمال عند النقطة الثلاثية مع الإمارات العربية المتحدة. وتتكون من 3 خطوط مستقيمة هي: الأول NW-SE (91 كم؛ 57 م)، الثاني NE-SW (233 كم؛ 145 م)، والثالث NE-SW (334 كم؛ 207 م)، وتنتهي عند النقطة الثلاثية مع اليمن في الجنوب الغربي. تقع الحدود بين البلدين بالكامل داخل منطقة صحراء الربع الخالي القاحلة من شبه الجزيرة العربية. تقع الرمال المتحركة في أم الصميم أيضًا على الحدود، عند أول «مُنعطف» في الشمال.

## التاريخ

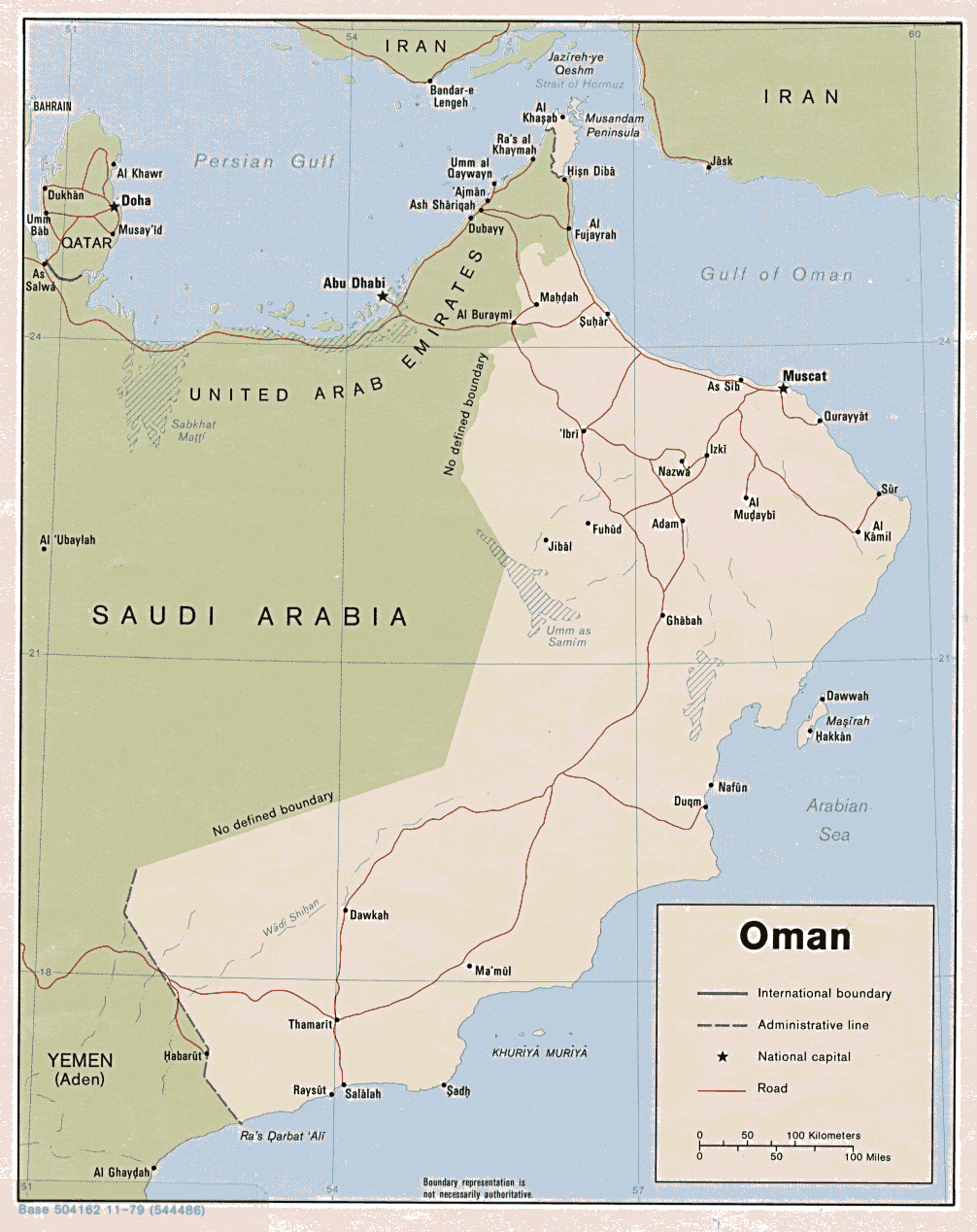
خريطة عمان من عام 1979، تُظهر الحدود السعودية على أنها غير محددة

تاريخيا لم تكن هناك حدود واضحة المعالم في هذا الجزء من شبه الجزيرة العربية. في بداية القرن العشرين، سيطرت الإمبراطورية العثمانية على الساحل الغربي، وسيطرت بريطانيا على الشرق والجنوب (حكمت بشكل غير مباشر عن طريق شيوخ وأمراء محليين)، وكان الداخل يتألف من تجمعات عربية منظمة بشكل غير محكم، شكلت في بعض الأحيان إمارات، وكان أبرزها إمارة نجد والأحساء والتي تحكمها عائلة آل سعود. قسمت بريطانيا والإمبراطورية العثمانية نظريًا مناطق نفوذهما في شبه الجزيرة العربية عبر ما سُمي بالخطوط الزرقاء والبنفسجية في إطار المعاهدة الأنجلو-عثمانية لعام 1913، ولكن هذه الاتفاقية أصبحت لاغية وباطلة بعد انهيار الإمبراطورية العثمانية عقب انتهاء الحرب العالمية الأولى.
خلال الحرب العالمية الأولى، نجحت الثورة العربية الكبرى، بدعم من بريطانيا، في إخراج العثمانيين من مُعظم أنحاء الشرق الأوسط. في الفترة التي أعقبت ذلك، تمكن ابن سعود من توسيع مملكته بشكل كبير، وأعلن في نهاية عن تأسيس المملكة العربية السعودية في عام 1932. رفض ابن سعود الاعتراف بالخطوط الأنجلوعثمانية وطالب بأجزاء كبيرة من المنطقة العربية الخلفية الشرقية (ما يُسمى بخط حمزة).
في 25 نوفمبر 1935 التقى مسؤولون بريطانيون مع ابن سعود في مُحاولة لوضع اللمسات الأخيرة على الحدود بين المملكة الجديدة ومحميات بريطانيا الساحلية، بما في ذلك عمان، والتي كان يحكمها سلطان مستقل تحت تأثير بريطاني كبير. ولكن فشلت هذه الجهود وبقيت القضية دون حل. في عام 1955، وبعد محاولة المملكة العربية السعودية تأكيد سيطرتها على واحة البريمي على الحدود بين عمان والإمارات العربية المتحدة، صرحت بريطانيا أنها ستستخدم من جانب واحد نسخة معدلة قليلاً من «خط الرياض» لعام 1935 من الآن فصاعدًا.
بعد المُحادثات التي أجريت سنة 1989، في 21 مارس 1990، تم التوقيع على مُعاهدة حدودية بين الملك فهد ملك السعودية وسلطان عمان السلطان قابوس في حفر الباطن، ثم تم التصديق على هذه المُعاهدة في مايو 1991. وضعت هذه الاتفاقية اللمسات الأخيرة على الحدود على خط الرياض المعدل لعام 1955. ثم تبع ذلك ترسيم الحدود بمساعدة شركة التصوير الجوي الألمانية (بالألمانية: Hansa Luftbild) وتم الانتهاء من العملية سنة 1995.

## المعابر الحدودية
افتُتح أول معبر حدودي رسمي بين البلدين في عام سنة 2006، وهُو منفذ الربع الخالي.
منفذ الربع الخالي كما يُسمى من الجانب السعودي أو منفذ رملة خيلة كما يُسمى من الجانب العُماني، هو جسر بري ومنفذ حدودي يربط بين كُل من المملكة العربية السعودية وسَلطنة عمان مُباشرة، ويقع في قلب صحراء الربع الخالي، ويربط بالتحديد بين لمحافظة الأحساء بالمنطقة الشرقية في المملكة العربية السعودية مُحافظة الظاهرة في سلطنة عمان، ويبلغ طوله 564 كيلومترا، وهو المنفذ البري الوحيد بين البلدين.